# Jarafuel
Jarafuel è un comune spagnolo di 849 abitanti situato nella comunità autonoma Valenciana.